# Deutsches Schifffahrtsmuseum
Le Deutsches Schifffahrtsmuseum (DSM)  (Musée allemand de la navigation maritime en allemand), est le musée national de la navigation maritime allemand.  situé à Bremerhaven. Son implantation est liée au rôle central joué par le port de Brême dans l'histoire maritime allemande tant pour le commerce qu'en tant que port principal d'embarquement pour l'émigration vers les Amériques.

## Description
Le Deutsches Schiffahrtsmuseum remplace un musée situé à Berlin détruit durant la Seconde Guerre mondiale. Il a ouvert ses portes le 5 septembre 1975. Il comporte  à la fois des  pièces  datant de différentes époques exposées dans les bâtiments  et des bateaux-musées dans un port attenant ou tirés au sec. Le musée emploie une cinquantaine de personnes. Le musée a également des activités de recherche dans le domaine de l'histoire maritime.

## Expositions permanentes
Le musée comprend des expositions permanentes et temporaires. 56 navires sont exposés dont 11 sont à flot dans l'ancien bassin du port de Brême. Le plus célèbre est l'épave d'une cogue de la Ligue hanséatique, le Roland von Bremen (réplique), datant de 1380 et découverte en 1962 dans les fonds envasés de la Weser avec 2000 objets datant de  cette époque. Après une longue restauration, la coque est exposée depuis 2000 dans une salle spéciale. On peut aussi y voir la partie centrale du bateau à roues à aubes Kronprinz Wilhelm (ex-Meissen).
Les navires à flot comprennent :
- le trois-mâts barque du début du XXe siècle : Seute Deern,
- le bateau-phare : ex-Bürgermeister Abendroth (Elbe 3)
- le baleinier : Rau IX,
- le bateau fluvial : Emma,
- le remorqueur de haute-mer : Seefalke,
- le sous-marin  U-2540 (Wilhelm Bauer) de type XXI.
- le Grönland, voilier ayant transporté en 1868 la première expédition polaire allemande.
- le navire de sauvetage Hans Lüken.

Parmi les bateaux au sec figurent :
- le remorqueur portuaire : Stier,
- l'hydroptère : WSS 10,
- le voilier de régate : Diva,
- le bateau en béton : Paul Kossel.

## Institut de recherche
Le musée est également un institut de recherche. Il fait partie du Leibniz-Gemeinschaft qui est une des quatre institutions regroupant les centres de recherche publique allemande. Le musée édite une revue à périodicité annuelle qui traite des  Les thèmes de recherche portent sont l'histoire de la marine  : 
- La marine de l'Europe centrale à l'ère pré-industrielle
- La marine allemande des temps modernes
- L'impact de l'industrialisation sur l'activité maritime commerciale
- L'histoire de la recherche dans le domaine maritime
- L'utilisation des ressources halieutiques à travers les ages

## Galerie

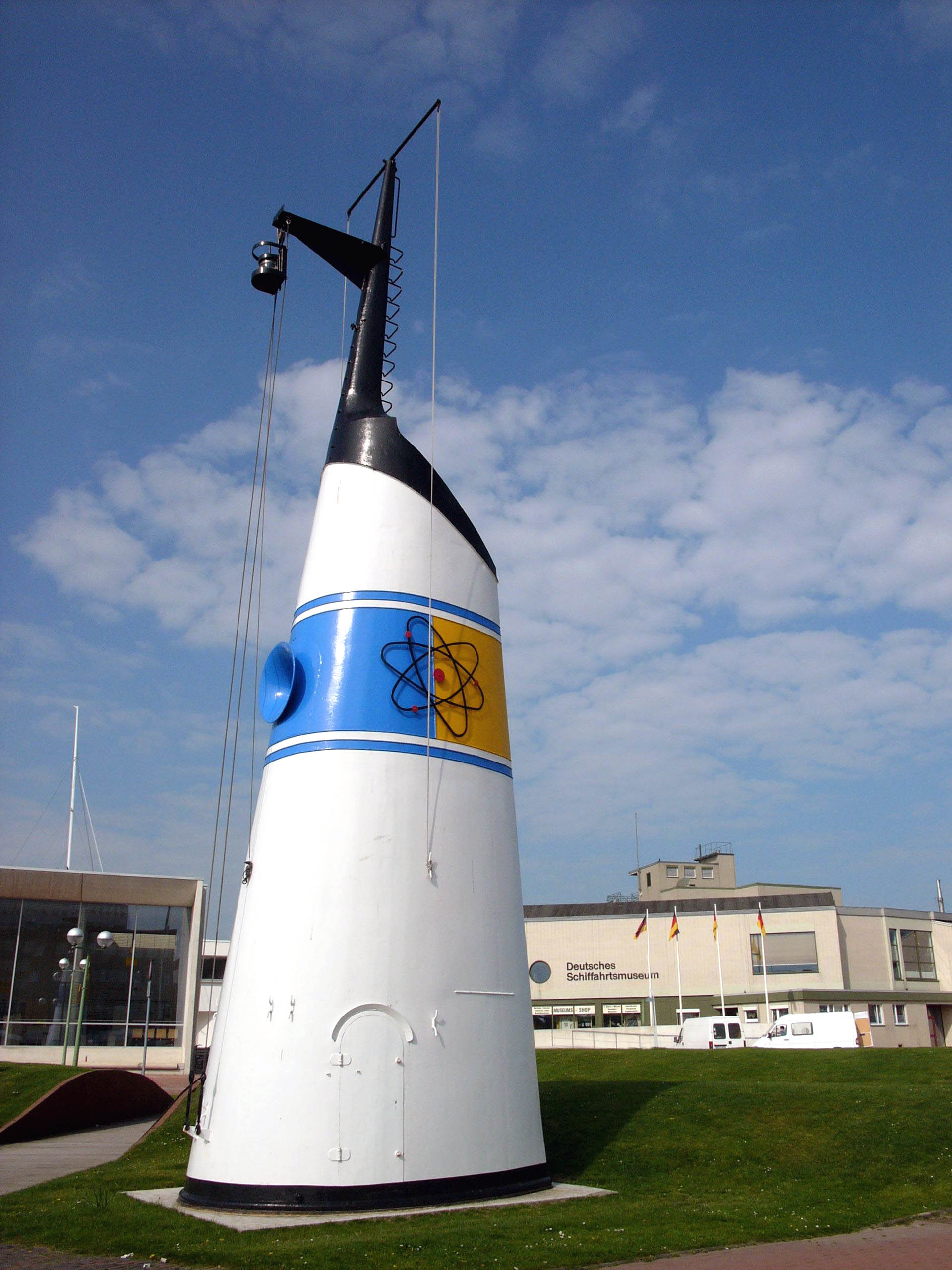
La cheminée du navire à propulsion nucléaire  Otto Hahn
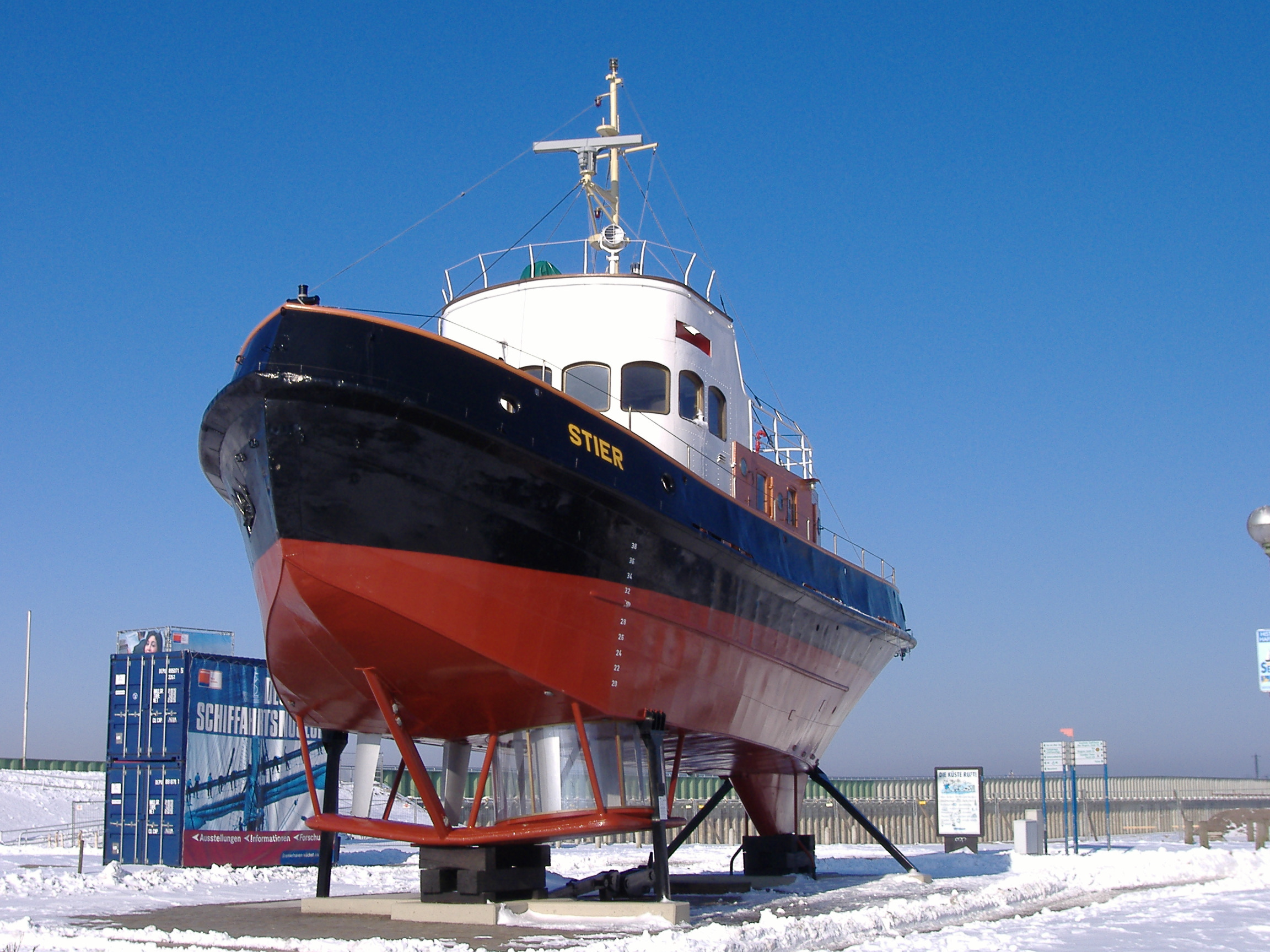
Le remorqueur Stier
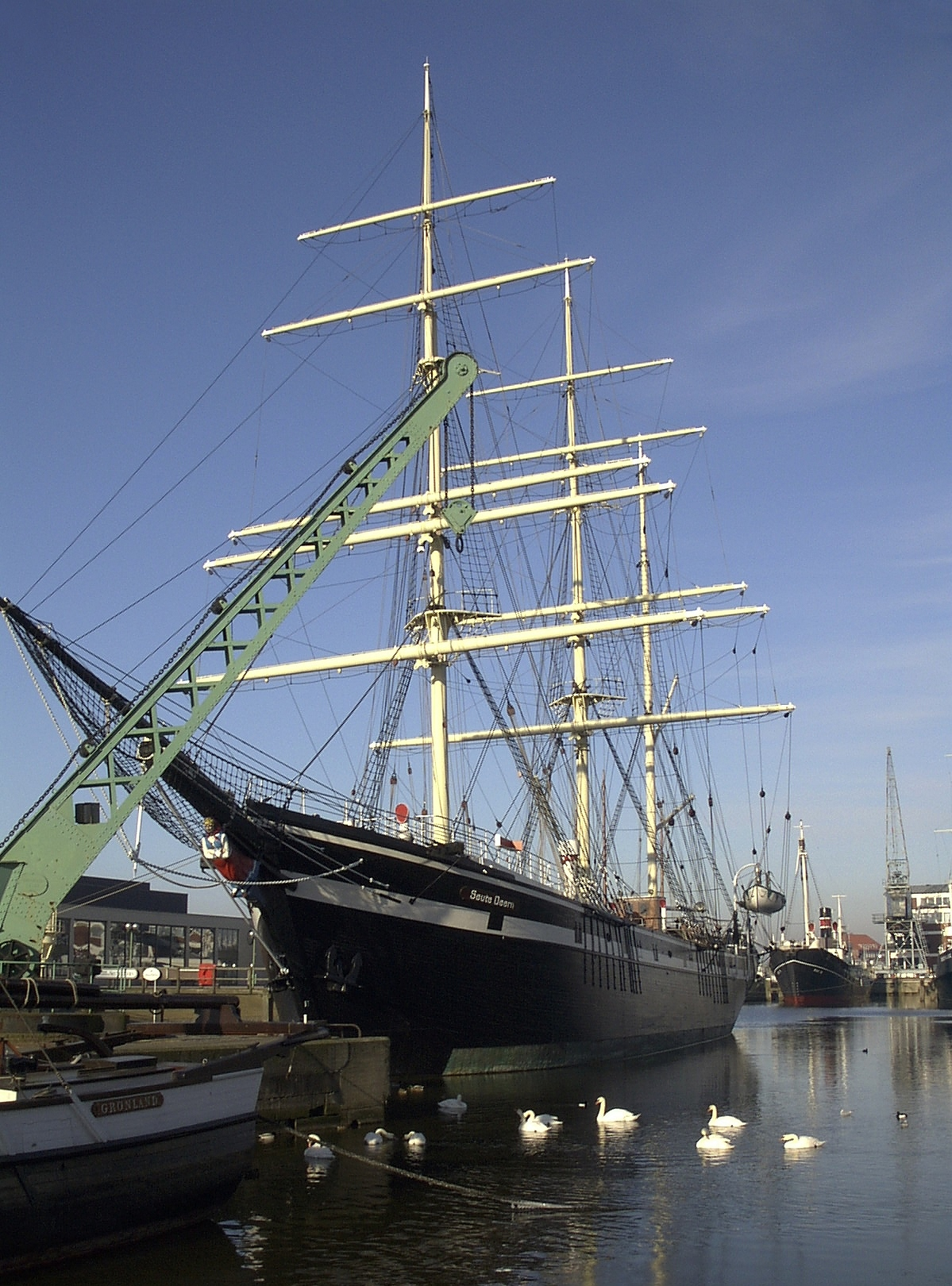
Le trois-mâts barque Seute Deern
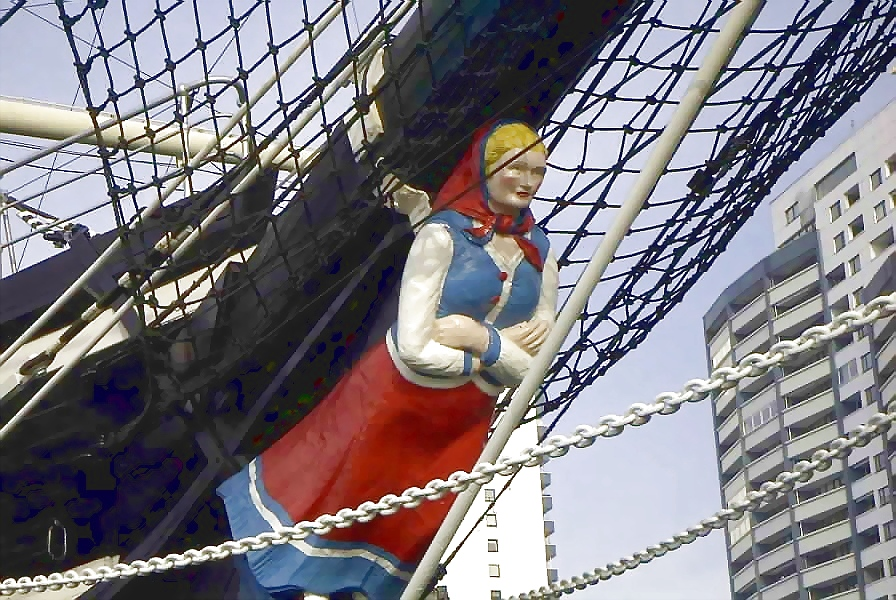
Figure de proue du Seute Deern
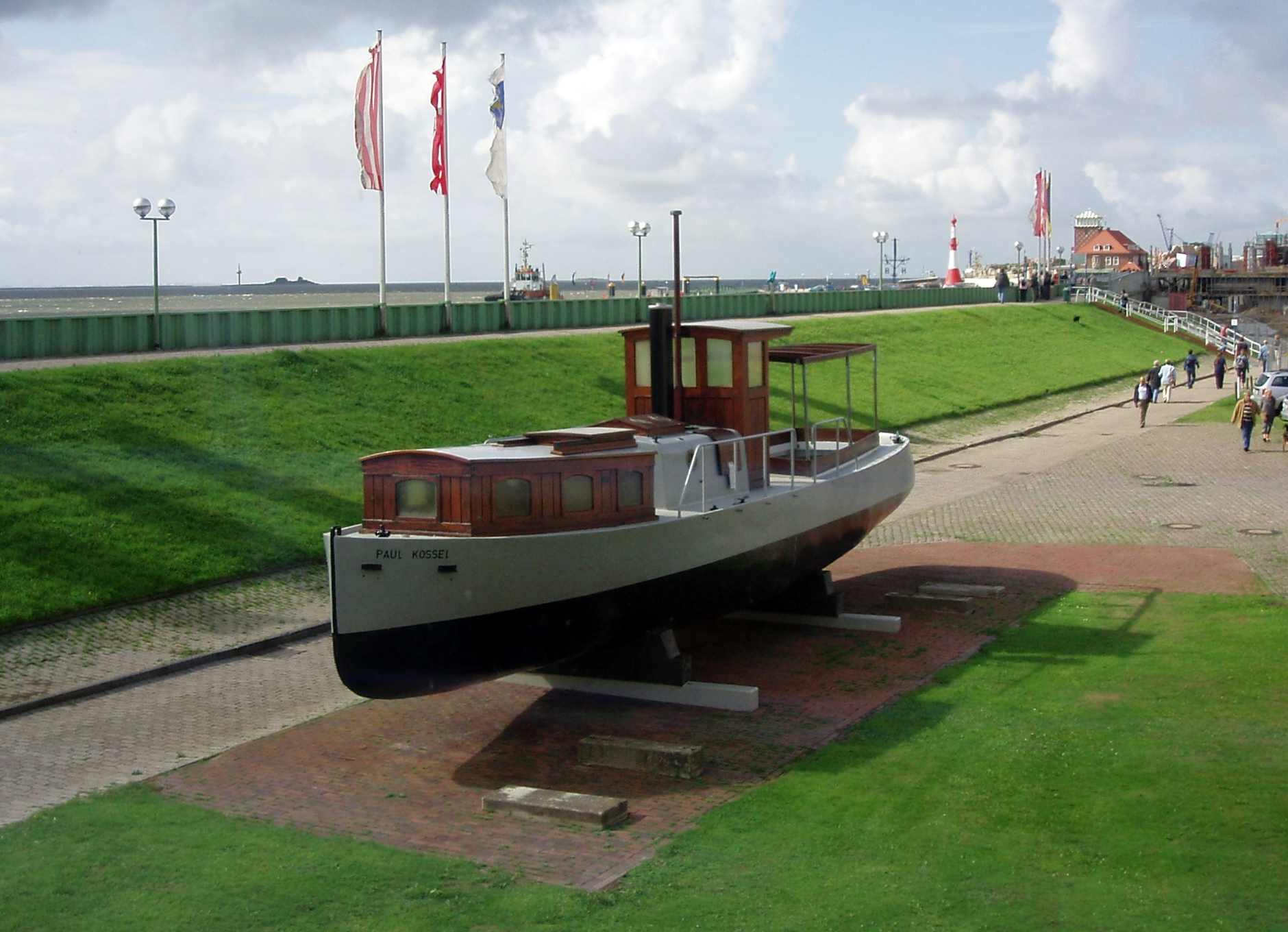
Le Paul Kossel
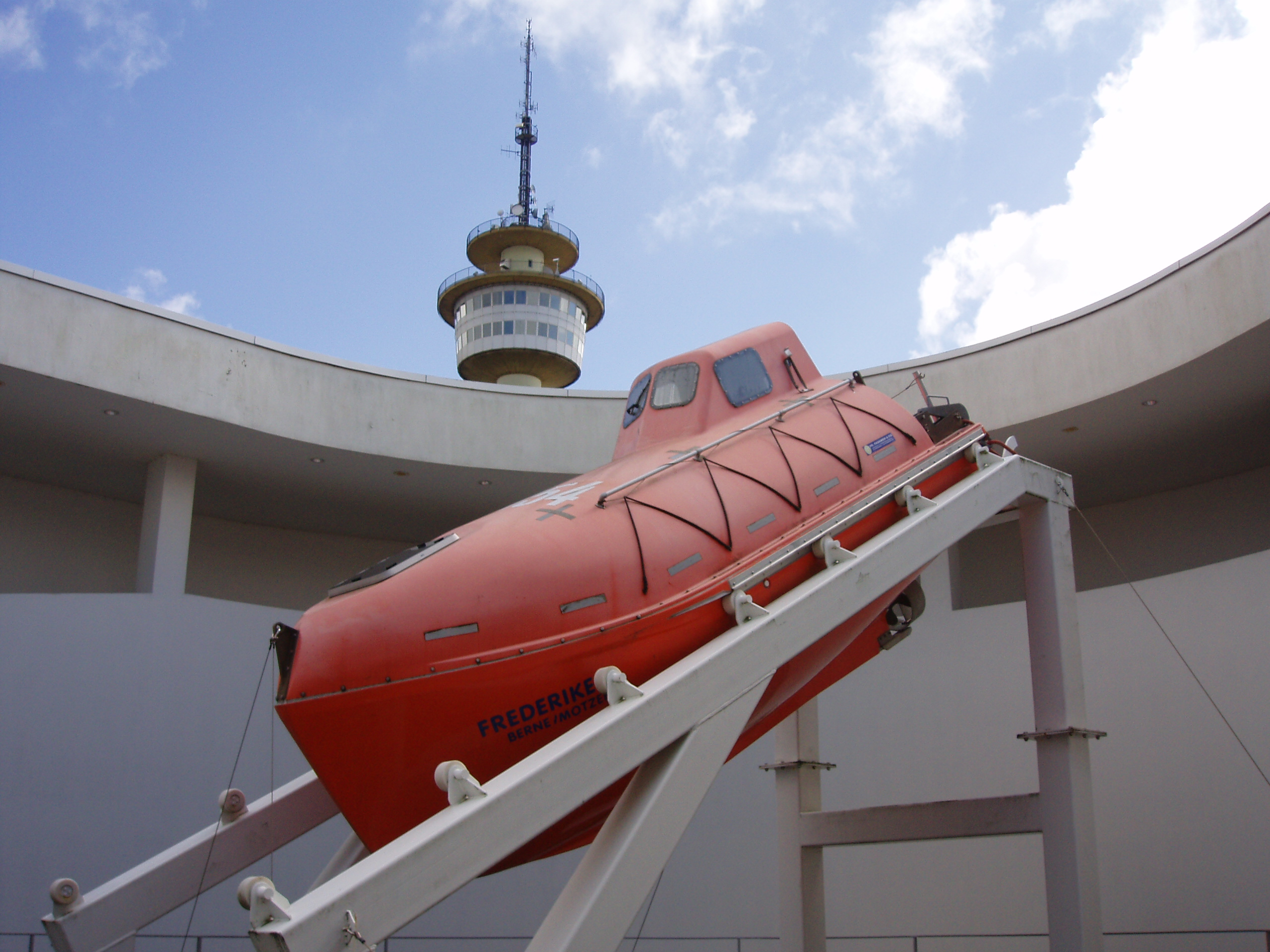
Le bateau de sauvetage Frederike
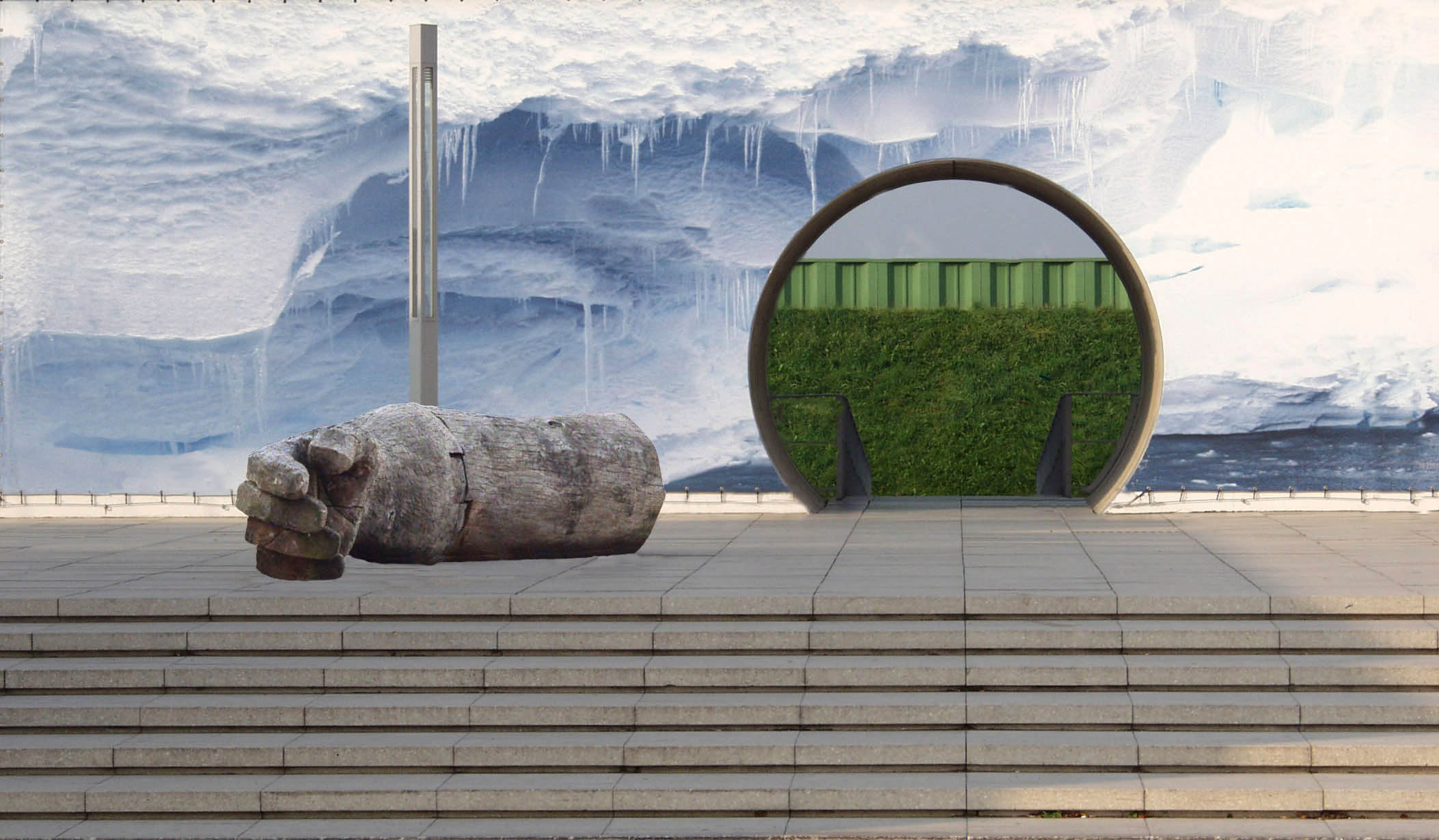
Sculpture de Stephan Balkenhol située devant le musée
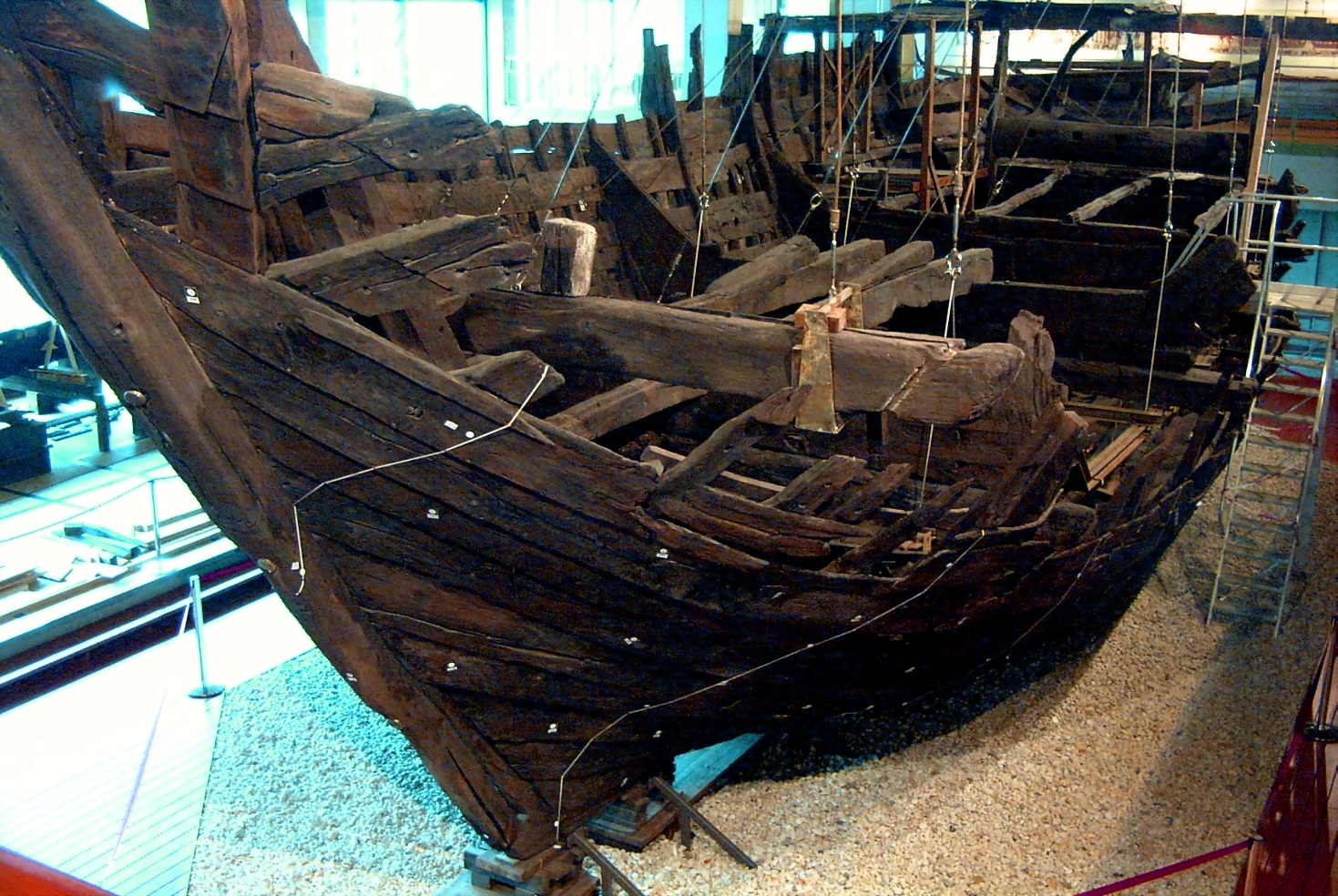
Une cogue de 1380
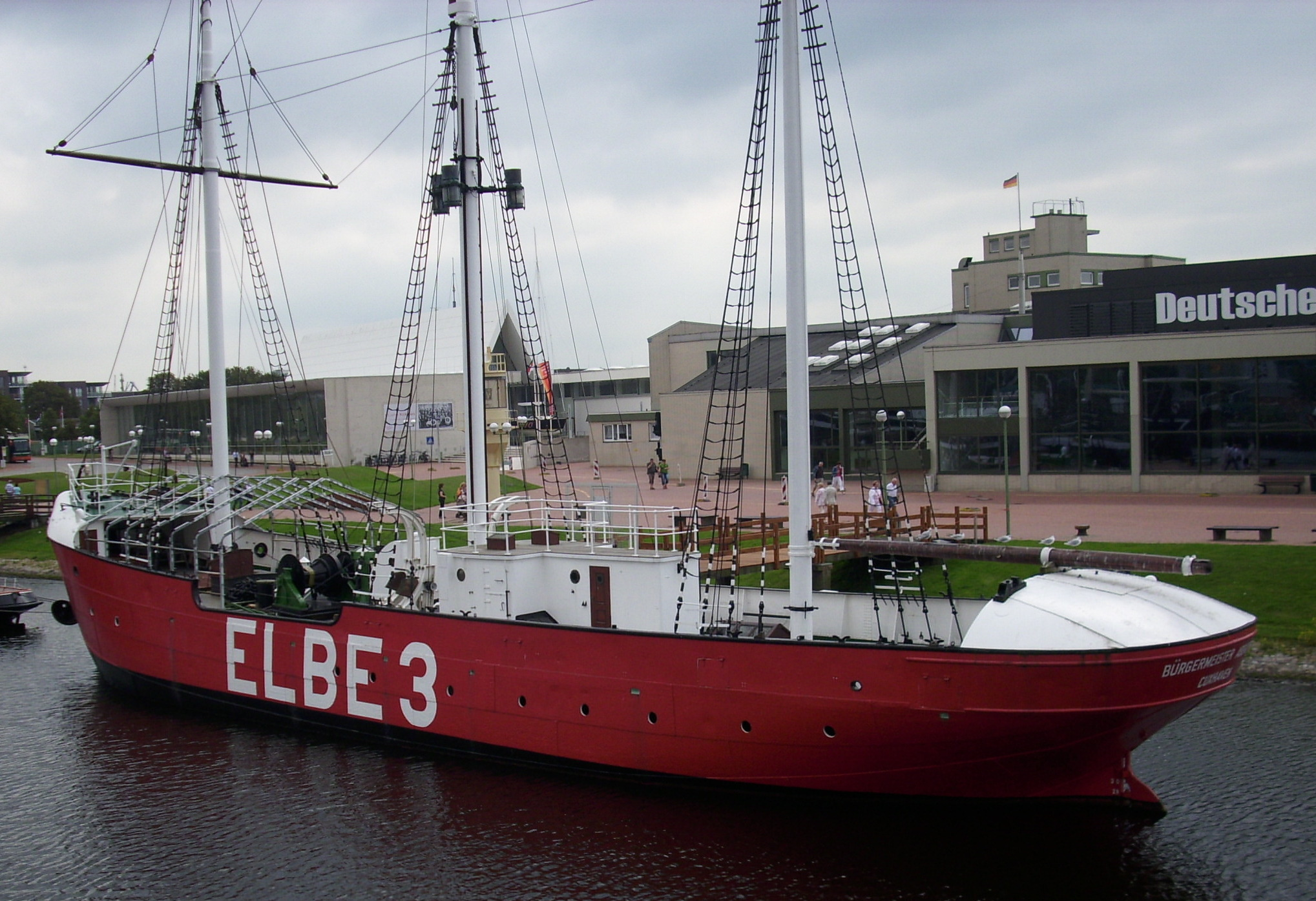
L'ELBE 3